# Téa Leoni
Elizabeth Téa Pantaleoni (n. 25 februarie 1966) cunoscută mai mult după numele de scenă Téa Leoni, este o actriță americană. Ea este cunoscută în special pentru rolurile sale din filmele Jurassic Park III, The Family Man, Deep Impact, Fun with Dick and Jane, Flirting with Disaster, Spanglish, Bad Boys, Ghost Town și Tower Heist.

## Filmografie

### Film
| An   | Titlu                          | Rol                         | Note |
| ---- | ------------------------------ | --------------------------- | --- |
| 1991 | Switch                         | Connie the Dream Girl       | |
| 1992 | A League of Their Own          | Racine 1st Base             | |
| 1994 | The Counterfeit Contessa       | Gina Leonarda Nardino       | Film de televiziune                                                                                              |
| 1994 | Wyatt Earp                     | Sally                       | |
| 1995 | Bad Boys                       | Julie Mott                  | |
| 1996 | Flirting with Disaster         | Tina Kalb                   | |
| 1998 | Deep Impact                    | Jenny Lerner                | Nominalizare—Blockbuster Entertainment Award for Favorite Actress – Sci-Fi                                       |
| 1998 | There's No Fish Food in Heaven | Landeene                    | |
| 2000 | The Family Man                 | Kate Reynolds               | Saturn Award for Best Actress Nominalizare—Blockbuster Entertainment Award for Favorite Actress – Comedy/Romance |
| 2001 | Jurassic Park III              | Amanda Kirby                | |
| 2002 | People I Know                  | Jilli Hopper                | |
| 2002 | Hollywood Ending               | Ellie                       | |
| 2004 | House of D                     | Mrs. Warshaw                | |
| 2004 | Spanglish                      | Deborah Clasky              | |
| 2005 | Fun with Dick and Jane         | Jane Harper                 | |
| 2007 | You Kill Me                    | Laurel Pearson              | |
| 2008 | Ghost Town                     | Gwen                        | |
| 2009 | The Smell of Success           | Rosemary Rose               | |
| 2011 | Tower Heist                    | Special Agent Claire Denham | |

### Televiziune
| An        | Titl            | Rol                     | Note                                    |
| --------- | --------------- | ----------------------- | --------------------------------------- |
| 1989      | Santa Barbara   | Lisa DiNapoli           | 6 episoade                              |
| 1992–1993 | Flying Blind    | Alicia                  | 22 de episoade                          |
| 1995      | Frasier         | Sheila                  | Episodul: "The Show Where Sam Shows Up" |
| 1995–1998 | The Naked Truth | Nora Wilde              | 51 de episoade                          |
| 2000      | The X-Files     | Rolul propriei persoane | Episodul: "Hollywood A.D."              |
| 2011      | Spring/Fall     | Margo                   | Episod pilot nedifuzat                  |
| 2014      | Madam Secretary | Elizabeth McCord        |                                         |